# Dr. Phlox
Doktor Phlox /ˈflɒks/ je izmišljeni lik u televizijskoj seriji Star trek: Enterprise, kojeg glumi John Bilingsley.
Dr. Phlox je glavni medicinski časnik na USS Enterprise-u.

## Pregled
Phlox je Denobulanac, a na Zemlji je kao dio Međuvrsne Medicinske Razmjene, tijekom koje je pozvan služiti na Enterprise. Kao dio Razmjene, regularno se dopisujue sa svojim kolegom i zamjenikom na planetu Denobula Triaxa, Dr. Lucasom (Nakon Xindijskog napada na Zemlju, Lucas je premješten s Denobule na Zemaljsko Kriogeno Spremište poznatije pod nazivom Hladna Stanica 12).
U skladu s Denobulanskim tradicijama, Phlox ima tri žene, od kojih svaka ima još dva muža. Samo jedna od njegovih supruga, Feezal, pojavljuje se u seriji. Floks ima petero djece: dvije kćeri, od kojih obje rade na području medicine, i tri sina od kojih je jedan umjetnik, a drugo dvoje su se udaljili od njega. 
Phlox ima otvoren um za druge vrste i kulture, čak i Antarance, koji su još uvijek u ratu s Denobulancima. Vrlo je iskren u razgovorima o ljubavnim i seksualnim pitanjima, što često sramoti druge članove posade, a ponekad igra ulogu matchmakera. Zanima ga alternativna medicina, prirodni lijekovi, a njegova ambulanta sadrži međuplanetarni zoološki vrt.
Phlox ima čudljiv smisao za humor. Voli zemaljska jela, pogotovo kinesku kuhinju. Također ga zanima religija: jednom se molio sa skupinom redovnika koji su posjetili Enterprise, proveo je tjedan dana u Tibetanskom samostanu, slušao je misu u Bazilici sv. Petra u Rimu, i promatrao je  Tal-Shanar ritual u Vulkanskom svetištu u Sausalitu.
Phloxove fizičke sposobnosti postupno su otkrivane. Potrebno mu je malo sna svakog dana, a godišnje spava "zimski san" šest dana. Također ima veliku kontrolu nad svojim mišićima lica, pa može šire otvoriti usta, pa ponekad vidimo njegov nemoguće velik osmjeh ("Slomljeni luk", "Ovo su putovanja..."). Kada je pod prijetnjom, Phlox si može napuhati glavu poput riba napuhača, kako bi otjerao napadače ("Dom").

## Vanjske poveznice
Phlox na Memory Alphi (Wikiji Zvjezdanih staza)